# Ingeborg Hallstein

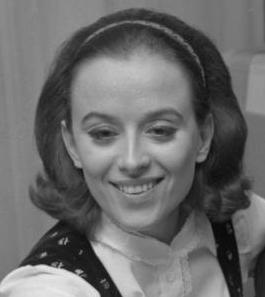
Ingeborg Hallstein, 1966

Ingeborg Hallstein (* 23. Mai 1936 in München) ist eine deutsche Opernsängerin (Koloratursopran).

## Leben
Ingeborg Hallstein wurde 1936 in München als Tochter der Sopranistin und Gesangspädagogin Elisabeth Hallstein geboren. Mit 16 Jahren, noch während ihrer Schulzeit, begann sie, bei ihrer Mutter Gesang zu studieren. Von der Musikhochschule München wurde sie 1954 nach der Aufnahmeprüfung abgewiesen.
1957 erhielt die erst 21-jährige Hallstein ihr erstes Engagement am Stadttheater Passau und debütierte dort als Musetta in Puccinis La Bohème. 1958 bekam sie ein Engagement am Theater Basel, wurde aber schon 1959 von Willy Duvoisin als Koloratursopran an das Münchner Gärtnerplatztheater geholt.
Im August 1960 debütierte Ingeborg Hallstein als Rosina in Mozarts La finta semplice bei den Salzburger Festspielen, zu denen sie im Lauf ihrer Karriere immer wieder zurückkehrte. 1966 wirkte sie in der Uraufführung der Oper Die Bassariden von Hans Werner Henze mit. Von hier wurde sie auch vom damaligen Intendanten Rudolf Hartmann an die Bayerische Staatsoper engagiert, der sie von 1961 bis 1973 als ständiges Ensemblemitglied angehörte.
Von ihr auf der Bühne gesungene Opernpartien waren in der Folgezeit u. a. die Konstanze (Die Entführung aus dem Serail), Gilda (Rigoletto), Violetta (La traviata), Sophie (Der Rosenkavalier), Susanna (Le nozze di Figaro), Zerbinetta (Ariadne auf Naxos), Aminta (Die schweigsame Frau), Olympia (Les Contes d’Hoffmann), Ninetta (Die Liebe zu den drei Orangen), Fiorilla (Il turco in Italia), Isabella (L'Italiana in Algeri), Marzelline (Fidelio), Despina (Così fan tutte) und die Adele (Die Fledermaus).
Gastspiele gab sie an allen großen Opernhäusern der Welt. Sie sang u. a. an der Deutschen Oper Berlin, der Hamburgischen, der Stuttgarter und der Wiener Staatsoper, am Teatro La Fenice in Venedig und Teatro Colón in Buenos Aires, am Royal Opera House in London unter Otto Klemperer, und gestaltete unter Herbert von Karajan 1962 am Theater an der Wien anlässlich dessen Wiedereröffnung eine ihrer Paraderollen – die Königin der Nacht in Mozarts Zauberflöte.
Mit ihrer glockenklaren, bis in höchste Höhen reichenden Stimme zählt sie zu den bedeutendsten Koloratursopranen der 2. Hälfte des 20. Jahrhunderts. Neben der Oper und Operette bildete das Kunstlied einen weiteren künstlerischen Schwerpunkt Ingeborg Hallsteins, dem sie in zahlreichen Liederabenden im In- und Ausland nachging.
Ein Exklusivvertrag mit der Deutschen Grammophon (Polydor) resultierte in Aufnahmen zahlreicher Opern-, Operetten-, Musical- und Liedeinspielungen. Neben ihrer Opern- und Konzerttätigkeit wirkte sie in zahlreichen Fernsehproduktionen von Operetten und Opern mit und trat auch in großen Fernsehunterhaltungsshows auf (Peter-Alexander-Show, Dalli Dalli, Gaststar bei Klimbim, u. v. m.).
1979 wurde Ingeborg Hallstein als Professorin für Gesang an die Musikhochschule in Würzburg berufen. Auf Grund ihrer zunehmenden pädagogischen Arbeit zog sie sich im Anschluss langsam von der Bühne zurück. Bis 2006 war sie in Würzburg tätig, heute (Stand 2009) gibt sie ausschließlich Privatunterricht, hält Meisterkurse im In- und Ausland und ist eine gefragte Jurorin bei Gesangswettbewerben.
Für ihre Verdienste, u. a. um den Sängernachwuchs, erhielt Hallstein, die auch seit 1979 Bayerische Kammersängerin ist, 1976 das Bundesverdienstkreuz, 1996 das Bundesverdienstkreuz I. Klasse und 1999 den Bayerischen Verdienstorden. Ihren Einsatz für die Musik von Johann Strauß würdigte die Deutsche Johann Strauss Gesellschaft im Januar 2007 mit einer Ehrenschirmherrschaft.

## Diskografie (Auswahl)
- Ingeborg Hallstein singt Mozart, Munich Records, 1993
- Great Recordings of the Century: Beethoven: Fidelio, EMI Classics, London Philharmonic Orchestra, Klemperer, Frick, Vickers, Ludwig
- Händel: Xerxes (Orfeo-Gesamtaufnahme: Kubelik, Töpper, Wunderlich)
- Emmerich Smola/Ingeborg Hallstein: Höhepunkte 1961–1972
- Ingeborg Hallstein: Eine Sängerin von heute, Eurodisc 78465
- Mozart: Lieder, Salzburg 1958–1984, Orfeo-Live Recordings, Salzburger Festspiele, Festspieldokumente
- Große Mozartsänger Vol. 4 (Konzertarien 1956–1970), Orfeo, Camerata Academica Salzburg, Paumgartner
- Lortzing: Zar und Zimmermann – Highlights (Deutsche Grammophon, Bamberger Symphoniker, Hans Gierster, Wunderlich, Fischer-Dieskau u. a.)
- Henze: Die Bassariden (Orfeo-Gesamtaufnahme, Wiener Philharmoniker, Dohnányi, Loren Driscoll)
- Fernsehwunschkonzert mit Ingeborg Hallstein, 2006
- Ingeborg Hallstein – Ein Porträt, 4-CD-Set, Artone, 2005
- Benatzky: Im weißen Rößl (Eurodisc / Sony BMG, Fehring, Alexander, Köth, Schock); auch als Amiga-LP 845223 – Übernahme von Ariola-Eurodisc.
- Emmerich Kálmán: Gräfin Mariza. Musikalische Gesamtaufnahme. I. Hallstein, P. Alexander. Dir. Franz Marszalek. Karussell 2430266. Polydor 1969
- Johann Strauss: Eine Nacht in Venedig. Musikalische Gesamtaufnahme. I. Hallstein, P. Alexander. Dir. Franz Marszalek. Karussell 2430263. Polydor 1969
- Operettenquerschnitte: Die Fledermaus, Der Zigeunerbaron, Eine Nacht in Venedig, Der Vogelhändler, Die Dubarry, Der Bettelstudent, Gräfin Mariza, Das Land des Lächelns, Die lustige Witwe, Boccaccio, Die Rose von Stambul, Dirigent: Franz Marszalek. Pariser Leben, Dirigent: Franz Allers
- West Side Story / Mary Poppins. Musical-Höhepunkte von Leonard Bernstein, Richard M. Sherman und Robert B. Sherman in deutscher Sprache. Ingeborg Hallstein und andere. Polydor 2428107. 1967

## Filmografie
- 1962: Drei Männer spinnen
- 1964: Wälsungenblut
- 1965: Das Kabinett des Professor Enslen
- 1966: Robert und Elisabeth
- 1966: Die Tänzerin Fanny Elßler
- 1970: Der Bettelstudent
- 1970: Die Zirkusprinzessin
- 1971: Wiener Blut
- 1974: Madame Pompadour
- 1975: Frau Luna